# (37791) 1997 VB4
1997 في بي 4 (ويعرف أيضًا باسم (37791) 1997 في بي 4 وفق تسمية الكوكب الصغير) (بالإنجليزية: 1997 VB4)‏ هو كويكب ضمن حزام الكويكبات؛ وترتيبه 37791 من حيث الاكتشاف.
اكتُشف هذا الجُرم الفلكي بواسطة Paul G. Comba ‏ في 7 نوفمبر 1997.

## وصلات خارجية
- (37791) 1997 VB4 في قاعدة بيانات مختبر الدفع النفاث لأجرام النظام الشمسي الصغيرة

- الاكتشاف · مخطط المدار ·  العناصر المدارية · المعلمات المادية

- (37791) 1997 VB4 على موقع ويكي سكاي: DSS2, SDSS, GALEX, IRAS, Hydrogen α, X-Ray, Astrophoto, Sky Map, Articles and images